# Alexis Sánchez
Alexis Alejandro Sánchez Sánchez (n. 19 decembrie 1988, Tocopilla, Regiunea Antofagasta, Chile) este un fotbalist chilian, care joacă pe post de mijlocaș lateral la Udinese în Serie A. Pe plan internațional, are prezențe la națională pentru Chile U20⁠(d) și Chile. Sánchez mai este cunoscut după apelativul „El Niño Maravilla” (Copilul Minune).
În 2007 Sánchez a fost numit de World Soccer unul din cei '50 cei mai interesanți fotbaliști adolescenți'.

## Palmares

### Club
Colo-Colo
- Primera División de Chile: 2006 Clausura, 2007 Apertura

River Plate
- Primera División de Argentina: 2008 Clausura

Barcelona
- La Liga: 2012–13
- Copa del Rey: 2011–12
- Supercopa de España: 2011, 2013
- Supercupa Europei: 2011
- FIFA Club World Cup: 2011

## Goluri internaționale
| Sánchez – goluri pentru Chile | Sánchez – goluri pentru Chile | Sánchez – goluri pentru Chile                                  | Sánchez – goluri pentru Chile | Sánchez – goluri pentru Chile | Sánchez – goluri pentru Chile | Sánchez – goluri pentru Chile                          |
| #                             | Data                          | Stadion                                                        | Oponent                       | Scor                          | Rezultat                      | Competiția                                             |
| ----------------------------- | ----------------------------- | -------------------------------------------------------------- | ----------------------------- | ----------------------------- | ----------------------------- | ------------------------------------------------------ |
| 1.                            | 7 septembrie 2007             | Ernst-Happel-Stadion, Vienna, Austria                          | Elveția                       | 1–1                           | 1–2                           | Meci amical                                            |
| 2.                            | 4 iunie 2008                  | Estadio El Teniente, Rancagua, Chile                           | Guatemala                     | 1–0                           | 2–0                           | Meci amical                                            |
| 3.                            | 4 iunie 2008                  | Estadio El Teniente, Rancagua, Chile                           | Guatemala                     | 2–0                           | 2–0                           | Meci amical                                            |
| 4.                            | 11 februarie 2009             | Peter Mokaba Stadium, Polokwane, Africa de Sud                 | Africa de Sud                 | 2–0                           | 2–0                           | Meci amical                                            |
| 5.                            | 28 martie 2009                | Estadio Monumental "U", Lima, Peru                             | Peru                          | 1–0                           | 3–1                           | Calificările pentru Campionatul Mondial de Fotbal 2010 |
| 6.                            | 10 iunie 2009                 | Estadio Nacional de Chile, Santiago, Chile                     | Bolivia                       | 3–0                           | 4–0                           | Calificările pentru Campionatul Mondial de Fotbal 2010 |
| 7.                            | 10 iunie 2009                 | Estadio Nacional de Chile, Santiago, Chile                     | Bolivia                       | 4–0                           | 4–0                           | Calificările pentru Campionatul Mondial de Fotbal 2010 |
| 8.                            | 12 august 2009                | Stadionul Brøndby, Brøndby, Danemarca                          | Danemarca                     | 2–1                           | 2–1                           | Meci amical                                            |
| 9.                            | 26 mai 2010                   | Estadio Municipal de Calama, Calama, Chile                     | Zambia                        | 1–0                           | 3–0                           | Meci amical                                            |
| 10.                           | 26 mai 2010                   | Estadio Municipal de Calama, Calama, Chile                     | Zambia                        | 2–0                           | 3–0                           | Meci amical                                            |
| 11.                           | 30 mai 2010                   | Estadio Municipal de Concepción, Concepción, Chile             | Israel                        | 2–0                           | 3–0                           | Meci amical                                            |
| 12.                           | 17 noiembrie 2010             | Estadio Monumental David Arellano, Santiago, Chile             | Uruguay                       | 1–0                           | 2–0                           | Meci amical                                            |
| 13.                           | 19 iunie 2011                 | Estadio Monumental, Santiago, Chile                            | Estonia                       | 4–0                           | 4–0                           | Meci amical                                            |
| 14.                           | 8 iulie 2011                  | Estadio Malvinas Argentinas, Mendoza, Argentina                | Uruguay                       | 1–1                           | 1–1                           | Copa América 2011                                      |
| 15.                           | 11 iunie 2013                 | Estadio Nacional de Chile, Santiago, Chile                     | Bolivia                       | 2–0                           | 3–1                           | Calificările pentru Campionatul Mondial de Fotbal 2014 |
| 16.                           | 14 august 2013                | Brøndby Stadium, Brøndbyvester, Danemarca                      | Irak                          | 2–0                           | 6–0                           | Meci amical                                            |
| 17.                           | 14 august 2013                | Brøndby Stadium, Brøndbyvester, Danemarca                      | Irak                          | 3–0                           | 6–0                           | Meci amical                                            |
| 18.                           | 11 octombrie 2013             | Estadio Metropolitano Roberto Meléndez, Barranquilla, Columbia | Columbia                      | 2–0                           | 3–3                           | Calificările pentru Campionatul Mondial de Fotbal 2014 |
| 19.                           | 11 octombrie 2013             | Estadio Metropolitano Roberto Meléndez, Barranquilla, Columbia | Columbia                      | 3–0                           | 3–3                           | Calificările pentru Campionatul Mondial de Fotbal 2014 |
| 20.                           | 15 octombrie 2013             | Estadio Nacional de Chile, Santiago, Chile                     | Ecuador                       | 1–0                           | 2–1                           | Calificările pentru Campionatul Mondial de Fotbal 2014 |
| 21.                           | 15 noiembrie 2013             | Wembley Stadium, Londra, Anglia                                | Anglia                        | 1–0                           | 2–0                           | Meci amical                                            |
| 22.                           | 15 noiembrie 2013             | Wembley Stadium, Londra, Anglia                                | Anglia                        | 2–0                           | 2–0                           | Meci amical                                            |
| 23.                           | 13 iunie 2014                 | Arena Pantanal, Cuiabá, Brazilia                               | Australia                     | 1–0                           | 3–1                           | Campionatul Mondial de Fotbal 2014                     |
| 24.                           | 28 iunie 2014                 | Mineirão, Belo Horizonte, Brazilia                             | Brazilia                      | 1–1                           | 1–1                           | Campionatul Mondial de Fotbal 2014                     |

## Internațional
La 28 June 2014.
| Chile | Chile   | Chile  |
| An    | Meciuri | Goluri |
| ----- | ------- | ------ |
| 2006  | 5       | 0      |
| 2007  | 4       | 1      |
| 2008  | 9       | 2      |
| 2009  | 9       | 5      |
| 2010  | 7       | 4      |
| 2011  | 11      | 2      |
| 2012  | 8       | 0      |
| 2013  | 11      | 8      |
| 2014  | 13      | 4      |
| 2015  | 14      | 5      |
| 2016  | 15      | 5      |
| 2017  | 13      | 3      |
| Total | 119     | 39     |

### Club
| Club              | Sezon        | Ligă             | Ligă    | Ligă   | Cupă    | Cupă   | Cupa ligii | Cupa ligii | Europa  | Europa | Altele  | Altele | Total   | Total  |
| Club              | Sezon        | Divizie          | Meciuri | Goluri | Meciuri | Goluri | Meciuri    | Goluri     | Meciuri | Goluri | Meciuri | Goluri | Meciuri | Goluri |
| ----------------- | ------------ | ---------------- | ------- | ------ | ------- | ------ | ---------- | ---------- | ------- | ------ | ------- | ------ | ------- | ------ |
| Cobreloa          | 2005         | Primera División | 35      | 3      | –       | –      | –          | –          | 3       | 0      | –       | –      | 38      | 3      |
| Cobreloa          | 2006         | Primera División | 12      | 9      | –       | –      | –          | –          | –       | –      | –       | –      | 12      | 9      |
| Cobreloa          | Total        | Total            | 47      | 12     | –       | –      | –          | –          | 3       | 0      | –       | –      | 50      | 12     |
| Colo-Colo         | 2006         | Primera División | 18      | 4      | –       | –      | –          | –          | 9       | 1      | –       | –      | 27      | 5      |
| Colo-Colo         | 2007         | Primera División | 14      | 1      | –       | –      | –          | –          | 7       | 3      | –       | –      | 21      | 4      |
| Colo-Colo         | Total        | Total            | 32      | 5      | –       | –      | –          | –          | 16      | 4      | –       | –      | 48      | 9      |
| River Plate       | 2007–08      | Primera División | 23      | 4      | –       | –      | –          | –          | 8       | 0      | –       | –      | 31      | 4      |
| River Plate       | Total        | Total            | 23      | 4      | –       | –      | –          | –          | 8       | 0      | –       | –      | 31      | 4      |
| Udinese           | 2008–09      | Serie A          | 32      | 3      | 2       | 0      | –          | –          | 9       | 0      | –       | –      | 43      | 3      |
| Udinese           | 2009–10      | Serie A          | 32      | 5      | 4       | 1      | –          | –          | –       | –      | –       | –      | 36      | 6      |
| Udinese           | 2010–11      | Serie A          | 31      | 12     | 2       | 0      | –          | –          | –       | –      | –       | –      | 33      | 12     |
| Udinese           | Total        | Total            | 95      | 20     | 8       | 1      | –          | –          | 9       | 0      | –       | –      | 112     | 21     |
| Barcelona         | 2011–12      | La Liga          | 25      | 12     | 7       | 1      | –          | –          | 6       | 2      | 3       | 0      | 41      | 15     |
| Barcelona         | 2012–13      | La Liga          | 29      | 8      | 6       | 2      | –          | –          | 9       | 1      | 2       | 0      | 46      | 11     |
| Barcelona         | 2013–14      | La Liga          | 34      | 19     | 9       | 2      | –          | –          | 9       | 0      | 2       | 0      | 54      | 21     |
| Barcelona         | Total        | Total            | 88      | 39     | 22      | 5      | –          | –          | 24      | 3      | 7       | 0      | 141     | 47     |
| Arsenal           | 2014–15      | Premier League   | 35      | 16     | 6       | 4      | 1          | 1          | 9       | 4      | 1       | 0      | 52      | 25     |
| Arsenal           | 2015–16      | Premier League   | 30      | 13     | 3       | 1      | 1          | 0          | 7       | 3      | 0       | 0      | 41      | 17     |
| Arsenal           | 2016–17      | Premier League   | 38      | 24     | 5       | 3      | 0          | 0          | 8       | 3      | –       | –      | 51      | 30     |
| Arsenal           | 2017–18      | Premier League   | 19      | 7      | 0       | 0      | 1          | 0          | 1       | 1      | 0       | 0      | 21      | 8      |
| Arsenal           | Total        | Total            | 122     | 60     | 14      | 8      | 3          | 1          | 25      | 11     | 1       | 0      | 165     | 80     |
| Manchester United | 2017–18      | Premier League   | 9       | 2      | 2       | 0      | —          | —          | 2       | 0      | —       | —      | 13      | 2      |
| Career total      | Career total | Career total     | 416     | 142    | 46      | 14     | 3          | 1          | 87      | 18     | 8       | 0      | 560     | 175    |

1Includes continental competitive competitions, including the Copa Libertadores, Copa Sudamericana and UEFA Champions League.
2Includes other competitive competitions, including the FIFA Club World Cup, Supercopa de España and UEFA Super Cup.
Statistice actualizate la 15 aprilie 2018